# Hranice (kraj karlowarski)
Hranice (niem. Roßbach, czes. Hranice u Aša) − miasto w Czechach, w kraju karlowarskim. Według danych z 31 grudnia 2007 powierzchnia miasta wynosiła 3 180 ha, a liczba jego mieszkańców 2 232 osób.
W mieście znajduje się najbardziej na zachód wysunięty przystanek kolejowy w Czechach.
Najcenniejszym zabytkiem architektury w Hranicach jest ewangelicki kościół, znacznie przebudowany w 1719 roku z unikatowym wyposażeniem wnętrza.

## Demografia
| Rok             | 1970  | 1980  | 1991  | 2001  | 2003  |
| --------------- | ----- | ----- | ----- | ----- | ----- |
| Liczba ludności | 2 496 | 2 428 | 2 280 | 2 266 | 2 268 |

Źródło: Czeski Urząd Statystyczny